# Erictónio de Atenas
Erictónioportuguês europeu ou Erictônioportuguês brasileiro (em grego:   Ἐριχθόνιος), na mitologia grega, era filho de Atena com Hefesto, foi (segundo algumas versões) primeiro rei mítico de Atenas; segundo outras versões, Erictónio foi o sucessor de Anfictião.
Ele reinou de 1 487 a.C. a 1 437 a.C., e seu sucessor foi Pandião I.
Isaac Newton identifica Erictónio a Erecteu, um dos pastores do Egito (os hicsos)  que reinou na Ática por volta de 1 035 a.C.

## Nascimento
Herse, Pandroso e Aglauros, as três filhas do rei da Ática Cécrope I, receberam de Atena uma caixa fechada, proibindo que elas olhassem o que havia dentro. Pandroso obedeceu, mas as outras duas não, e enlouqueceram quando viram Erictônio, se jogando da parte mais íngreme da acrópole. Erictônio era filho de Atena e de Hefesto.
Segundo Jerónimo de Estridão, Erictónio era filho de Vulcano e Minerva, e reinou de 1 437 a.C. a 1 487 a.C., sendo antecedido por Anfictião e sucedido por Pandião I.
Pseudo-Apolodoro, após apresentar Erictónio como filho de Hefesto e Átis, filha de Cranau, explica a versão alternativa de como ele poderia ser filho de Atena, sendo Atena virgem: Atena se aproximara de Hefesto, desejosa das armas que ele fabricava, quando, rejeitado por Afrodite, Hefesto se apaixona por Atena. Ele a persegue, mas ela foge, e quando consegue agarrá-la, ela não permite o ato sexual, e Hefesto ejacula sobre a coxa de Atena. Enojada, ela se limpa, e faz o sêmen cair no chão, e daí nasce Erictónio.
Após Erictónio ter nascido, Atena o criou, escondido dos outros deuses, e colocou-o em um baú, entregando-o a Pândroso, filha de Cécrope I, e proibindo-a de abrir o baú. Mas suas irmãs, curiosas, o abriram, e viram uma serpente enrolada no bebê. Segundo alguns autores, elas foram mortas pela serpente, segundo outros, elas enlouqueceram pela ira de Atena e se jogaram da acrópole.

## Reinado
Cécrope I, cujo filho homem morreu antes dele, foi sucedido por Cranau, um homem poderoso dos atenienses, e este foi deposto por Anfictião, seu genro.
Após ter sido criado por Atena, Erictónio liderou uma rebelião expulsou Anfictião de Atenas, se tornou rei, estabeleceu o culto de Atena, e se casou com a náiade Praxiteia, com quem teve o filho Pandião.
Ele foi sucedido por Pandião I.